# Vernonia mazzocchii-alemannii
Vernonia mazzocchii-alemannii là một loài thực vật có hoa trong họ Cúc. Loài này được Chiov. miêu tả khoa học đầu tiên năm 1924.